# Anna de Moscou
Anna de Moscou 1393-1417, va ser emperadriu consort pel seu matrimoni amb l'emperador romà d'Orient Joan VIII Paleòleg. Va morir quan el seu marit era coemperador de l'Imperi Romà d'Orient.
Anna era filla de Basili I de Moscou i de Sofia de Lituània. Els seus avis materns eren Vytautas el Gran i la seva primera esposa Anna. Es va casar amb Joan VIII Paleòleg l'any 1414. El seu marit era el fill gran de Manuel II Paleòleg i Helena Dragaš. Joan va ser nomenat dèspota l'any 1416 i sembla que va assumir el càrrec de coemperador poc després.
Anna va tenir la consideració de segona emperadriu després de la seva sogra, a la cort. Les Cròniques de l'historiador Miquel Ducas indiquen que Anna de Moscou va morir per la pesta l'any 1417. Sembla que la seva mort va ser deguda a la pesta bubònica. La pesta negra, va ser una epidèmia que es va estendre per diferents regions d'Europa de forma esporàdica fins al segle xvii.